# Богатирець Касіян Димитрович
Богатирець Касіян Димитрович (5 листопада 1868, Кабіно — 26 червня 1960, Чернівці) — протоієрей, духовний отець православної церкви Буковини, належав до москвофільського напрямку.
Народився у Вишковецькому уїзді австро-угорського коронного краю Буковина у селянській родині. Закінчив німецьку гімназію та здобув вищу освіту у Чернівецькому університеті. У 1896 році здобув звання «доктора богослів'я».
Після здобуття ступеню був рукоположений та займався пастирською та просвітницькою діяльністю. Його зусиллями було видано Русько-православний календар.
Як активний прихильник москвофільського руху Касіян Богатирець був заарештований під час Першої світової війни, спочатку засланий до міста Ліні, потім перевезений у Відень на політичний процес. На процесі Касіяна Богатирця було засуджено до смерті, але він у своїй останній промові проголосив «я ще Австрію переживу». Після смерті імператора Франца-Йосифа Богатирця було амністовано і він повернувся додому.
У 1917—1918 році він брав активну участь у громадської діяльності, зокрема у народному вічі, яке проголосило про бажання буковинців приєднатися до Російської республіки у складі автономної України..
У 1920-ті роки відійшов від політичної діяльності, займав посаду священника у Кіцмані. Брав участь у роботі по об'єднанню закарпатських уніатів з Російською православною церквою у еміграції.
Після 1940 року на пенсії. Помер у Чернівцях.